# 妖怪人間 (電視劇)
《妖怪人間》（英語：Monstrous Me），由公視出品，是台灣首部以民間鄉野奇談為題材的原創奇幻類型戲劇。由石知田、陳以文、連俞涵、黃騰浩、蕭永裕領銜主演，於2019年開鏡，9月4日殺青。為「世界柔軟數位影像」製作，由曾入圍「全球最大奇幻影展-錫切斯影展（Sitges Film Festival）」的馬毓廷執導。

## 播出時間

### 首播
| 頻道                  | 所在地   | 首播日期     | 播出時間           |
| --------------------- | -------- | ------------ | ------------------ |
| 公視主頻              | 臺灣     | 2020年4月4日 | 每週六 21:00       |
| Netflix               | 臺灣     | 2020年4月4日 | 每週六 21:00       |
| 公視+                 | 臺灣     | 2020年4月4日 | 每週六 23:00       |
| CATCHPLAY+            | 臺灣     | 2020年4月4日 | 每週六 23:00       |
| LINE TV               | 臺灣     | 2020年4月4日 | 每週六 23:00       |
| myVideo影音隨看       | 臺灣     | 2020年4月4日 | 每週六 23:00       |
| Astro双星 Astro双星HD | 马来西亚 | 2020年5月6日 | 每晚 19:00 - 20:00 |

## 劇情大綱
台灣自古以來，就有某些生物存在於這片土地，而且時間比人類還要更加長久，我們統稱他們為「妖怪」，妖怪因對人類世界感到好奇而幻化成人，進入了人類社會，為了讓人類與妖怪能和平共存，因此成立「特殊住民協調處」作為雙方的溝通橋標。起初除了人類外也有妖怪加入共同工作，但在處裡的妖怪集結起來聯合處外的同類，向特民處總部徵求與人類同等的權利，造成衝突後，妖怪大量被殺害，特民處不再有妖怪。此後人類與妖怪們簽訂協議，妖怪必須戴上識別的銀鍊並且需依照協議內容與人類共存。
一名剛加入特民處的文書專員—鹿計（石知田 饰），原應負責記錄妖怪動向的他，卻在與妖怪頻繁的互動後，開始對妖怪們產生強烈的同情心，並于某次出任務時，意外發現自身竟然也擁有特殊能力。鹿計開始畏懼，並且質疑做為妖怪與人類橋梁特民處的存在⋯⋯他該如何在妖怪與人類兩個不同的族群中做出選擇⋯⋯

## 演員列表

### 主要演員
| 演員   | 角色   | 介紹 |
| 石知田 | 鹿計   | 性格單純、熱情、直率，喜歡用錄影紀錄生活，考上生物研究保育中心的公務員後，卻被調職到特民處，負責文書處理與檔案數位化，在發現特民處的工作跟自己所想的不一樣時，也很快地調適自己，並以自己的工作自豪，認為自己可以成為特殊住民與人類之間的橋樑！ 在歷經大大小小的任務，認識了不同性格與面向的特殊住民之後，他生平最大的願望就是能夠向人類介紹不為人知的妖怪，讓妖怪也能自由的生存在這個世界上。真實身份為「半人半妖」。                                                                                              |
| 陳以文 | 毛杏嚴 | 特民處處長。 不苟言笑的處長，有著對自己理念的固執。認為妖怪與人類皆是平等，當人類開發與妖怪生存牴觸時，必須以妖怪作為第一優先保護對象，只是他與鹿計不同，他沒有鹿計那麼樂觀，他認為妖怪與人類還是不同的種族，必須隔離兩者，才能保護妖怪。 而在這樣的想法背後，是因為在很久以前，他曾與特民部總部內的妖怪並肩作戰，一同為了人類與妖怪之間的和平而努力，但最後因為他的妖怪同僚卻被特民部全數殺害。毛杏嚴雖仍然留在特民部，但並非完全認同特民部的政策，而是想以一己之力，守護山林裡的妖怪，遵守自己與妖怪同僚的約定。 |
| 連俞涵 | 秦嘉薇 | 特民處醫護專員。 是特民處內唯一的女性，但做事果決，擁有自己的想法，平時在局內擔任治療特殊住民的醫生，有需要出任務時，也會跟林諧平一起外出。因為女性的特質，在同事們相處時也默默的關心著大家，與分處的同事都有很深厚的情感，也包括新來乍到的鹿計。 另外，她其實一直喜歡著林諧平，卻也知道林諧平並不想與她進一步發展，而沒有更多動作，兩人維持著同事的關係。 |
| 黃騰浩 | 林諧平 | 特民處行動專員。 身手很好，擁有武術與槍械使用能力。在分處的日常拜訪中擔任保鑣的角色，而在處理妖怪與人類摩擦狀況時，為第一線武力人員，合法配戴槍枝與麻醉槍。但他對妖怪會有著若有似無的敵意，似乎跟他來到分處的原因有關，性格沉默寡言，不會主動說出心裡所想的話，雖然使命必達，非常可靠，卻是毛杏巖最擔心的員工。 |
| 蕭永裕 | 趙魯桂 | 特民處後勤暨資訊專員。 個性直白，想到什麼說什麼，沒有心機，科技宅宅。是機械方面的天才，醉心於研究相關科技，是國家級的研究人員，因為思路靈活，常常別出心裁做出特殊用具，而在特民部網羅後他來到分處，在妖怪與人類產生摩擦時，需要因應狀況做出相對應的武器彌平糾紛，以降低災害，保護妖怪生命為優先，但因為時間與經費不足，並不保證每次的用具都能派上用場，因此林諧平還是比較信任自己的槍。 |

### 其他演員
| 演員     | 角色   | 介紹 |
| 伊正     | 鹿山民 | 麞妖、鹿計已過世的父親。曾為特民處的其中一員，為了爭取妖怪與人類的和平，而起義帶領妖怪對抗特民處，造成妖怪很大傷亡… |
| 尹昭德   | 白淳   | 特民總部部長，激烈的人類本位主義者，認為對人類有危險的妖怪都應該斬除，暗地裡更與財團勾結，收受財團的開發費用，替財團將保護區裡的妖怪處理掉，為賺取更多非法利益，大力推動妖怪列管法案。特殊住民協調處在他貪婪的帶領下，逐漸違背人類與妖怪溝通橋樑的初衷。                                           |
| 吳昆達   | 簡安   | 妖怪殺手，為了追求有趣的事物而開始獵殺妖怪，將妖怪視作動物般的存在，毫無憐憫以及同理心，甚至認為必須將妖怪全數消滅，才能優先保證人類生存的安全。 |
| 應蔚民   | 大雷蟄 | 焦慮又傷心的父親，因為兒子小雷蟄沉迷於吸取人類的電力，因此前來特民處找毛杏巖求救。 |
| 歐陽倫   | 小雷蟄 | 小雷蟄長期吸取人類電力而上癮，為求便利而待在人類世界，但當小雷蟄在吃人類電力時，總會造成城市大停電。 |
| 李迪恩   | 救護員 | 最難以捉摸的瘧鬼，一但出現，就會造成傷亡可觀的疾病傳染病。 |
| 林幻夢露 | 火麒麟 | 具有控制火的異能。因為對鹿計的好奇而變化成人，但其實並不理解關於人類的生活方式、禮儀舉止，不在乎自己的裸體狀態，會直率的表達自己的情緒，開朗，但仍然保有動物的敏銳直覺，很快可以分辨出來人類的善意與惡意，也會因為自己給鹿計添麻煩而感到不安，但非常喜歡鹿計，最大的心願就是可以一直跟在鹿計身邊。 |
| 李沐     | 地牛   | 因為自身的負面情緒一旦過強，就會導致全島大地震，因此配合特民部，將自己囚禁在地底深處，除了分處的人會定期前來探視以外，沒有任何朋友，也因此性格偏向憂鬱，只是因為長年壓抑自己的情緒而沒有爆發。 |

### 特別演出
| 演員   | 角色           | 介紹 |
| 岱毅   | 貓妖           | 對人類高度好奇的貓妖，在牠躲藏的棲息地遭污染破壞後，順勢闖進人類世界偷吃魚，過程中，不小心傷害到人類。 |
| 雲中岳 | 文龜           | 具有控制水的異能。年紀很大、性格溫和，與世無爭，與特民處的毛杏巖交好，居住在老梅溪內，但因為人類任意排放廢水而破壞他的領域，造成溪水汙染，也導致他中毒昏迷。在醒來後非常生氣，甚至前往人類工廠報仇，也結束與特民處的協議，歸還銀鍊。 |
| 韓宜邦 | 碧龍（賴思凡） | 具有控制風的異能。與赤虯為兄弟，與雨真為情人，為了雨真放棄對抗人類。 |
| 黃冠智 | 赤虯           | 具有控制風的異能。碧龍與赤虯為兄弟，碧龍因戀上人類女子，決定隱身安居與事無爭，但弟弟的赤虯所棲息的沙漠區，因人類不斷加蓋電塔與建設，占據赤虯原本生存的區域，因此赤虯為搶回地盤而攻擊人類，碧龍為保護弟而與其發生爭執…                |
| 林意箴 | 林雨真         | 碧龍的戀人。 |
| 唐振剛 | 墓坑鳥         | 具有控制人類幻覺的異能。在一次遷徙飛行時，不慎被人類的煙火炸傷，被一個老人家帶回家，特民處為救出墓坑鳥，因此⋯⋯ |
| 廖雅珺 | 嘉惠           | 鹿計的母親。 |

## 電視劇歌曲
| 曲別   | 歌名     | 演唱者 | 作詞   | 作曲   |
| 片尾曲 | 妖怪人间 | 鄭宜農 | 鄭宜農 | 鄭宜農 |

## 公視收視率
| 集數     | 播出日期   | 收視率 |      |      |
| 1        | 2020/04/04 | 0.58   |      |      |
| 2        | 2020/04/04 | 0.43   |      |      |
| 3        | 2020/04/11 | 0.61   |      |      |
| 4        | 2020/04/11 | 0.50   |      |      |
| 5        | 2020/04/18 | 0.49   |      |      |
| 6        | 2020/04/18 | 0.39   |      |      |
| 7        | 2020/04/25 | 0.43   |      |      |
| 8        | 2020/04/25 | 0.35   |      |      |
| 平均收視 | 平均收視   | 0.47   | 0.47 | 0.47 |

1. 同时段或交叉时段主要节目：
  - 華視《天才衝衝衝》
  - 中視《綜藝玩很大》
  - 民視《舞力全開》
  - 台視《覆活》
  - 三立都會台《跟鯊魚接吻》
  - TVBS歡樂台《墜愛》
  - 衛視中文台《想見你》
2. 数据由AGB尼爾森調查，調查範圍是四歲以上收看電視之觀眾。
3. 資料來源：台灣-偶像劇場、凱絡媒體週報。

## 宣傳
2020年
- 2月27日：舉行媒體茶敘
- 4月3日：舉行媒體首映會

## 外部連結
- 官方网站－公視
- 妖怪人間的Facebook專頁
- 妖怪人間│公視+（页面存档备份，存于）
- 公視戲劇的Instagram帳戶

## 作品的變遷
| 臺灣 公視主頻 每週六 21:00 - 23:00        | 臺灣 公視主頻 每週六 21:00 - 23:00                                                                  | 臺灣 公視主頻 每週六 21:00 - 23:00 |
| ----------------------------------------- | --------------------------------------------------------------------------------------------------- | ---------------------------------- |
|                                           | 妖怪人間 （2020年4月4日－2020年4月25日）                                                            |                                    |
| 鏡子森林 （2019年12月7日－2020年3月28日） | 奇蹟的女兒（重播） （2020年5月2日－2020年5月9日）路～台灣Express～ （2020年5月16日－2020年5月30日） |                                    |

| 马来西亚 Astro雙星、Astro雙星HD 每天 19:00 - 20:00 | 马来西亚 Astro雙星、Astro雙星HD 每天 19:00 - 20:00 | 马来西亚 Astro雙星、Astro雙星HD 每天 19:00 - 20:00 |
| -------------------------------------------------- | -------------------------------------------------- | -------------------------------------------------- |
|                                                    | 妖怪人間 （2020年5月6日－2020年5月13日）           |                                                    |
| 完美關係 （2020年3月17日－2020年5月5日）           | 彼岸花 （2020年5月14日－2020年）                   |                                                    |